# Anophiodes
Anophiodes é um gênero de traça pertencente à família Arctiidae.